# (1958) Chandra
(1958) Chandra ist ein Asteroid des äußeren Hauptgürtels, der vom argentinischen Astronomen Carlos Ulrrico Cesco am 24. September 1970 am El Leoncito Observatory, welches sich beim Felix-Aguilar-Observatorium (IAU-Code 808) im argentinischen Nationalpark El Leoncito befindet, entdeckt wurde. Die Yale University und die Columbia University verwendeten das Observatorium als Außenstelle, um den Südhimmel zu beobachten. Seit 1990 trägt es den Namen Observatorio Carlos Cesco. Ungesicherte Sichtungen des Asteroiden hatte es schon mehrfach vorher gegeben: im April 1947 am algerischen Observatoire astronomique de Bouzareah (1947 HD), am 2. September 1959 an der Landessternwarte Heidelberg-Königstuhl (1959 RG1) und am 28. Oktober 1965 am Goethe-Link-Observatorium in Indiana (1965 UN).
Der mittlere Durchmesser des Asteroiden wurde mit 34,278 km (± 0,220) berechnet. Er hat mit einer Albedo von 0,082 (± 0,007) eine dunkle Oberfläche.
(1958) Chandra wurde am 1. November 1979 nach dem US-amerikanisch-indischen Astrophysiker Subrahmanyan Chandrasekhar benannt, der 1983 den Nobelpreis für Physik erhielt.